# Cryncus impiger
Cryncus impiger är en insektsart som beskrevs av Otte, D. 1985. Cryncus impiger ingår i släktet Cryncus och familjen syrsor. Inga underarter finns listade i Catalogue of Life.